# Satellite Award/Film/Bester fremdsprachiger Film
Mit dem Satellite Award Bester fremdsprachiger Film werden die herausragendsten Leistungen nicht-englischsprachiger Filmproduktionen ausgezeichnet.
| Statistik (bis einschließlich Satellite Awards 2022) |                                              |
| Meisthonorierte Ursprungsländer                      | Frankreich und Spanien (je 5 Siege)          |
| Meistnominierte Ursprungsländer                      | Frankreich (38 Nominierungen, davon 5 Siege) |
| Meistnominierte Ursprungsländer ohne Sieg            | Russland (7 Nominierungen)                   |

Es werden immer jeweils die Filme des Vorjahres ausgezeichnet.

## Nominierungen und Gewinner

### Ende 1990er
| Jahr | Preisträger                                                 | Land                  | Nominierungen |
| ---- | ----------------------------------------------------------- | --------------------- | --- |
| 1996 | Breaking the Waves                                          | Dänemark              | Bitter Sugar – Dominikanische Republik, USA Biester (La cérémonie) – Frankreich Kolya – Tschechien Gefangen im Kaukasus (Kawkasski plennik) – Russland Ridicule – Von der Lächerlichkeit des Scheins – Frankreich          |
| 1997 | Shall we dance? (Shall we ダンス?)                          | Japan                 | Live Flesh – Mit Haut und Haar (Carne trémula) – Spanien Mein Leben in Rosarot (Ma vie en rose) – Frankreich, Belgien, Großbritannien Ponette – Frankreich Das Versprechen (La Promesse) – Frankreich, Belgien, Luxemburg  |
| 1998 | Central Station (Central do Brasil)                         | Brasilien, Frankreich | Das Fest (Festen) – Dänemark, Schweden Das Leben ist schön (La vita è bella) – Italien Nur Wolken bewegen die Sterne (Bare skyer beveger stjernene) – Norwegen Trennung (La séparation) – Frankreich                       |
| 1999 | Alles über meine Mutter (Todo sobre mi madre) Three Seasons | Spanien USA, Vietnam  | Der Kaiser und sein Attentäter (Jing Ke ci Qin Wang) – Volksrepublik China Der König der Masken (Bian Lian) – China, Hongkong Die rote Violine (The Red Violin) – Kanada, Italien, Großbritannien Lola rennt – Deutschland |

### 2000–2009
| Jahr | Preisträger                                                   | Land                                                                         | Nominierungen |
| ---- | ------------------------------------------------------------- | ---------------------------------------------------------------------------- | --- |
| 2000 | Tiger and Dragon (Wo hu cang long)                            | China, Hongkong, Taiwan, USA                                                 | Goya (Goya en Burdeos) – Spanien, Italien Dnevnik ego zheny – Russland Der Zauber von Malèna (Malèna) – Italien Malli – Indien Das Badehaus (Xizao) – China |
| 2001 | No Man’s Land (Ničija zemlja)                                 | Bosnien-Herzegowina, Slowenien, Großbritannien, Italien, Belgien, Frankreich | Die fabelhafte Welt der Amélie (Le fabuleux destin d’Amélie Poulain) – Frankreich, Deutschland Beijing Bicycle (Shíqī suì de dān chē) – China, Taiwan Die Madonna der Mörder (La virgen de los sicarios) – Kolumbien, Frankreich, Spanien Der Krieger und die Kaiserin – Deutschland Baran – Iran                                                                        |
| 2002 | Sprich mit ihr (Habla con ella)                               | Spanien                                                                      | All or Nothing – Großbritannien Bloody Sunday – Irland, Großbritannien Alla älskar Alice – Schweden Monsoon Wedding – Indien Rain – Regentage – Neuseeland Lucia und der Sex (Lucía y el sexo) – Spanien |
| 2003 | City of God (Cidade de Deus)                                  | Brasilien, Frankreich, USA                                                   | Die Invasion der Barbaren (Les invasions barbares) – Kanada, Frankreich Ein Lied von Liebe und Tod – Gloomy Sunday – Deutschland Monsieur Ibrahim und die Blumen des Koran (Monsieur Ibrahim et les fleurs du Coran) – Frankreich Osama – Afghanistan Frühling, Sommer, Herbst, Winter… und Frühling (Bom, Yeorum, Gaeul, Gyeowool… Geurigo Bom) – Südkorea, Deutschland |
| 2004 | Das Meer in mir (Mar Adentro)                                 | Spanien                                                                      | La mala educación – Schlechte Erziehung – Spanien Don’t Move (Non ti muovere) – Spanien House of Flying Daggers (Shí Miàn Mái Fú) – China Die Reise des jungen Che (Diarios de motocicleta) – Argentinien, Brasilien, Chile, Peru, USA Mathilde – Eine große Liebe (Un long dimanche de fiançailles) – Frankreich                                                        |
| 2005 | Die beste Mutter (Äideistä parhain)                           | Finnland, Schweden                                                           | 2046 – Hongkong, China, Frankreich, Deutschland Voces inocentes – Mexiko, Puerto Rico, USA Lila dit ça – Frankreich, Großbritannien Schildkröten können fliegen (Lakposhtha hâm parvaz mikonand) – Iran, Irak, Frankreich Walk on Water (Lalechet al haMajim) – Israel                                                                                                   |
| 2006 | Volver – Zurückkehren                                         | Spanien                                                                      | Apocalypto – USA Changing Times (Les Temps qui changent) – Frankreich Das Leben der Anderen – Deutschland Die syrische Braut (Ha-Kala Ha-Surit) – Frankreich, Deutschland, Israel Water – Kanada |
| 2007 | Gefahr und Begierde (Se, jie)                                 | China, Taiwan, USA                                                           | 4 Monate, 3 Wochen und 2 Tage (4 luni, 3 săptămâni și 2 zile) – Rumänien La vie en rose (La Môme) – Frankreich, Großbritannien, Tschechien Offside – Iran Das Waisenhaus (El orfanato) – Mexiko, Spanien 10 Kanus, 150 Speere und 3 Frauen (Ten Canoes) – Australien |
| 2008 | Gomorrha – Reise in das Reich der Camorra                     | Italien                                                                      | Caramel (Sukkar banat) – Libanon, Frankreich Die Klasse (Entre les murs) – Frankreich So finster die Nacht (Låt den rätte komma in) – Schweden Padre Nuestro – Argentinien Auf Anfang (Reprise) – Norwegen |
| 2009 | Zerrissene Umarmungen (Los abrazos rotos) La Nana – Die Perle | Spanien Chile, Mexiko                                                        | I Killed My Mother (J’ai tué ma mère) – Kanada Red Cliff (Chi bi) – China Das weiße Band – Eine deutsche Kindergeschichte – Deutschland Mein Kriegswinter (Oorlogswinter) – Niederlande |

### 2010–2019
| Jahr | Preisträger                                 | Land                 | Nominierungen |
| ---- | ------------------------------------------- | -------------------- | --- |
| 2010 | Verblendung (Män som hatar kvinnor)         | Schweden             | Biutiful – Mexiko I Am Love (Io sono l'amore) – Italien Mother (Madeo) – Südkorea Hors-la-loi – Algerien, Frankreich Soul Kitchen – Deutschland White Material – Frankreich |
| 2011 | Die Geheimnisse von Lissabon                | Portugal, Frankreich | 13 Assassins (Jûsan-nin no shikaku) – Japan Faust – Russland Las Acacias (Las acacias) – Argentinien Der Junge mit dem Fahrrad (Le gamin au vélo) – Belgien, Frankreich, Italien Le Havre – Finnland, Frankreich, Deutschland Miss Bala – Mexiko Nannerl, la soeur de Mozart – Frankreich Das Turiner Pferd (A Torinói ló) – Ungarn |
| 2012 | Ziemlich beste Freunde (Intouchables) Pieta | Frankreich Südkorea  | Liebe (Amour) – Österreich Jenseits der Hügel (Dupa dealuri) – Rumänien Cäsar muss sterben (Cesare deve morire) – Italien Kon-Tiki – Norwegen À perdre la raison – Belgien Die Königin und der Leibarzt (En kongelig affære) – Dänemark Nader und Simin – Eine Trennung (Dschodai-ye Nader az Simin) – Iran Rebelle – Kanada |
| 2013 | The Broken Circle                           | Belgien              | Bethlehem – Israel Blau ist eine warme Farbe (La vie d’Adèle) – Frankreich, Belgien, Spanien Circles (Krugovi) – Serbien, Deutschland, Frankreich, Slowenien, Kroatien Four Corners – Südafrika La Grande Bellezza – Die große Schönheit – Italien Die Jagd (Jagten) – Dänemark Metro Manila – Großbritannien Le passé – Das Vergangene – Iran Das Mädchen Wadjda – Saudi-Arabien                                                                        |
| 2014 | Tangerines (Mandariinid)                    | Estland              | Get – Der Prozess der Viviane Amsalem – Israel Ida – Polen Höhere Gewalt (Turist) – Schweden Leviathan – Russland Mikra Anglia – Griechenland Mommy – Kanada Timbuktu – Mauretanien Zwei Tage, eine Nacht (Deux jours, une nuit) – Belgien Wild Tales (Relatos salvajes) – Argentinien |
| 2015 | Son of Saul (Saul fia)                      | Ungarn               | The Assassin (Cìkè Niè Yǐnniáng) – Taiwan Das brandneue Testament (Le tout nouveau Testament) – Belgien Ich seh Ich seh – Österreich Mittagssonne (Zvizdan) – Kroatien Im Labyrinth des Schweigens – Deutschland Mustang – Frankreich Eine Taube sitzt auf einem Zweig und denkt über das Leben nach (En duva satt på en gren och funderade på tillvaron) – Schweden Der Sommer mit Mamã (Que horas ela volta?) – Brasilien The Throne (Sado) – Südkorea |
| 2016 | The Salesman (Forushande)                   | Iran                 | The Ardennes – Ohne jeden Ausweg (D'Ardennen) – Belgien Elle – Frankreich Die Taschendiebin (Agassi) – Südkorea Der glücklichste Tag im Leben des Olli Mäki (Hymyilevä mies) – Finnland Julieta – Spanien Ein Mann namens Ove (En man som heter Ove) – Schweden Ma’ Rosa – Philippinen Paradies (Ray) – Russland Toni Erdmann – Deutschland |
| 2017 | Aus dem Nichts                              | Deutschland          | 120 BPM (120 battements par minute) – Frankreich Foxtrot – Der Tanz des Schicksals (Foxtrot) – Israel Die göttliche Ordnung – Schweiz Loveless (Нелюбовь) – Russland The Square – Schweden Der weite Weg der Hoffnung (First They Killed My Father) – Kambodscha White Sun – Nepal |
| 2018 | Roma                                        | Mexiko               | The Cakemaker – Israel Cold War – Der Breitengrad der Liebe – Polen The Guilty (Den skyldige) – Dänemark I Am Not a Witch – Großbritannien Shoplifters – Familienbande – Japan |
| 2019 | Truth and Justice (Tõde ja õigus)           | Estland              | Atlantique – Senegal Bohnenstange – Russland Leid und Herrlichkeit (Dolor y gloria) – Spanien The Painted Bird – Tschechien Parasite – Südkorea Porträt einer jungen Frau in Flammen (Portrait de la jeune fille en feu) – Frankreich Die Wütenden – Les Misérables – Frankreich |

### Ab 2020
| Jahr | Preisträger                                        | Land                               | Nominierungen |
| ---- | -------------------------------------------------- | ---------------------------------- | --- |
| 2020 | La Llorona                                         | Guatemala                          | Der Rausch (Druk) – Dänemark Atlantis – Ukraine I’m No Longer Here (Ya no estoy aquí) – Mexiko Jallikattu – Indien Schwesterlein – Schweiz A Sun (Yángguāng Pǔzhào 陽光普照) – Taiwan Tove – Finnland Wir beide (Deux) – Frankreich |
| 2021 | Drive My Car (ドライブ・マイ・カー Doraibu mai kā) | Japan                              | Abteil Nr. 6 (Hytti nro 6) – Finnland Flee – Dänemark Der perfekte Chef (El buen patrón) – Spanien The Hand of God (È stata la mano di Dio) – Italien A Hero – Die verlorene Ehre des Herrn Soltani (قهرمان Ghahreman) – Iran Feuernacht (Noche de fuego) – Mexiko Titane – Frankreich Der schlimmste Mensch der Welt (Verdens verste menneske) – Norwegen |
| 2022 | Argentinien, 1985 – Nie wieder                     | Argentinien                        | Bardo, die erfundene Chronik einer Handvoll Wahrheiten – Mexiko Close – Belgien Corsage – Österreich Die Frau im Nebel (헤어질 결심) – Südkorea Holy Spider – Dänemark The Quiet Girl – Irland War Sailor (Krigsseileren) – Norwegen |
| 2023 | The Zone of Interest                               | USA, Vereinigtes Königreich, Polen | Anatomie eines Falls – Frankreich Fallende Blätter – Finnland Eine Frage der Würde – Bulgarien Ich Capitano – Italien, Belgien Das Lehrerzimmer – Deutschland Die Schneegesellschaft – Uruguay, Spanien, Chile |
| 2024 | Vlny                                               | Tschechien, Slowakei               | Für immer hier – Brasilien Das Mädchen mit der Nadel – Dänemark Reinas – Die Königinnen – Peru, Schweiz Die Saat des heiligen Feigenbaums – Deutschland The Wait – Spanien |